# Air Equator
Die Air Equator war eine Fluggesellschaft mit Sitz in Hithadhoo auf dem südlichsten Atoll der Malediven. Sie betrieb Verbindungen zwischen dem internationalen Flughafen Gan und den anderen Hauptinseln des Archipels. Die Fluggesellschaft stellte ihren Betrieb im August 2005 ein.

## Geschichte
Die Fluggesellschaft wurde 2003 gegründet und erhielt am 10. Oktober 2004 vom Amt für Zivilluftfahrt der Malediven das Air Operator Certificate (AOC). Der Betrieb wurde am 15. Oktober 2004 mit Flügen von Gan in die Hauptstadt Malé aufgenommen.
Die Fluggesellschaft war im Besitz von A. Faiz und Anup Murthy (60 %) und Ziaf Enterprises Maldives (40 %). Anschließend wurden die Mehrheitsanteile von SPA Aviation aus Sri Lanka erworben. Von Anfang an war Anup Murthy der GM/CEO des Unternehmens und der vom maledivischen Amt für Zivilluftfahrt zugelassene verantwortlicher Leiter des Unternehmens. Er war auch verantwortlich für die Beschaffung des einzigen Flugzeugs der Gesellschaft.
Der Flugbetrieb der Gesellschaft wurde vom Tsunami des Erdbebens im Indischen Ozean im Jahre 2004 beeinträchtigt. Es mussten Hilfsgüter zu den betroffenen Inseln geflogen werden. Das einzige Flugzeug der Gesellschaft wurde von den Medien und der Presse gechartert, die 2005 den Besuch des damaligen türkischen Ministerpräsidenten Recep Tayyip Erdoğan begleiteten. Dieser besuchte die Inseln, um die Schäden des Tsunamis zu begutachten.
Die Fluggesellschaft stellte im Mai 2005 alle Flüge ein. Der Betrieb wurde im August 2005 eingestellt, nachdem sich SPA Aviation und A. Faiz über die finanzielle und administrative Kontrolle geeinigt hatten. SPA Aviation hatte Pläne, die Fluggesellschaft wieder zu beleben, konnte dies aber nicht umsetzen. 

## Flugziele

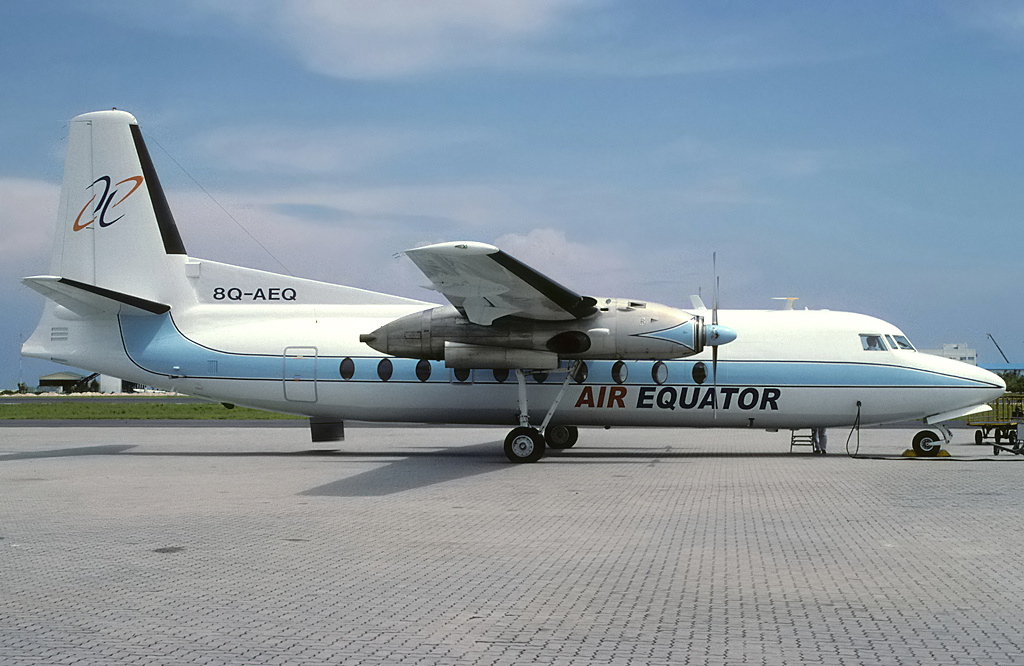
Air Equators einzige Fairchild F-27F auf dem Malé International Airport, November 2004

Air Equator bediente von ihrem Heimatflughafen Gan aus die Destinationen Hanimaadhoo, Kaadedhdhoo und Malé. Alle Destinationen lagen innerhalb der Malediven. Es wurden keine internationalen Flüge angeboten.

## Flotte
Die Flotte der Air Equator bestand im Januar 2005 aus einer einzigen Fairchild F-27F. Das Flugzeug steht immer noch in den Farben der Air Equator auf einer Wiese in der Nähe des Gan International Airport.
| Flugzeugtyp     | Anzahl | Luftfahrzeugkennzeichen |
| --------------- | ------ | ----------------------- |
| Fairchild F-27F | 1      | 8Q-AEQ                  |
| Gesamt          | 1      |                         |